# Alpy Karnickie
Alpy Karnickie (niem. Karnische Alpen; wł. Alpi Carniche) – grupa górska, część Alp Wschodnich znajdująca się we Włoszech i Austrii. Grzbietem głównym północnej części pasma (Karnischer Hauptkamm) przebiega granica austriacko-włoska.
Północną granicę Alpy Karnickich wyznacza dolina rzeki Gail (dopływu Drawy), która oddziela ją od Alp Gailtalskich. Na wschodzie graniczą z Karawankami, na południowym wschodzie z Alpami Julijskimi, na zachodzie z Dolomitami, a na północnym zachodzie z Villgratner Berge. Na południu natomiast południowa część pasma opada do równin nad rzeką Pad.
Pasmo to ma powierzchnię 6600 km2 . Najwyższy szczyt to Hohe Warte (2780 m n.p.m.).
Główne miejscowości turystyczne położone na obrzeżach grupy we Włoszech: Tarvisio, Tolmezzo, Maniago i Belluno; a w Austrii: Sillian, Kötschach-Mauthen i Hermagor.

Pasmo dzieli się na:
| Alpi Carniche, Karnischer Hauptkamm (AVE 57a) | Położenie Karnischer Hauptkamm na mapie Alp | z najwyższym szczytem Hohe Warte; |

| Prealpi Carniche (AVE 57b) | Położenie Prealpi Carniche na mapie Alp | z najwyższym szczytem Cima dei Preti. |

Inne ważne szczyty:
| - Cima dei Preti (2703 m), - Monte Peralba (2694 m), - Große Kinigat (2689 m), - Monte Duranno (2652 m), - Monte Terza Grande (2586 m), - Monte Cridola (2581 m), - Monte Fleons (2507 m), - Monte Pramaggiore (2478 m), - Monte Bìvera (2474 m), - Creta Forata (2462 m), - Monte Chiadenis (2459 m), - Monte Elmo (2434 m), |  | - Creta di Aip (2279 m), - Monte Cavallo di Pontebba (2240 m), - Creta di Timau (2217 m), - Gartnerkofel (2195 m), - Monte Sernio (2187 m), - Campanile di Val Montanaia (2173 m), - Monte Zermula (2143 m), - Monte Tinisa (2120 m), - Osternig (2052 m), - Raut (2025 m), - Monte Amariana (1906 m). |  |

Schroniska:
- Sillianer Hütte,
- Obstansersee-Hütte,
- Filmoor-Standschützenhütte,
- Porzehütte,
- Mitterkar-Biwak,
- Hochweißsteinhaus,
- Letterspitz-Biwak,
- Wolayerseehütte,
- Zollnerseehütte,
- Nassfeldhaus.

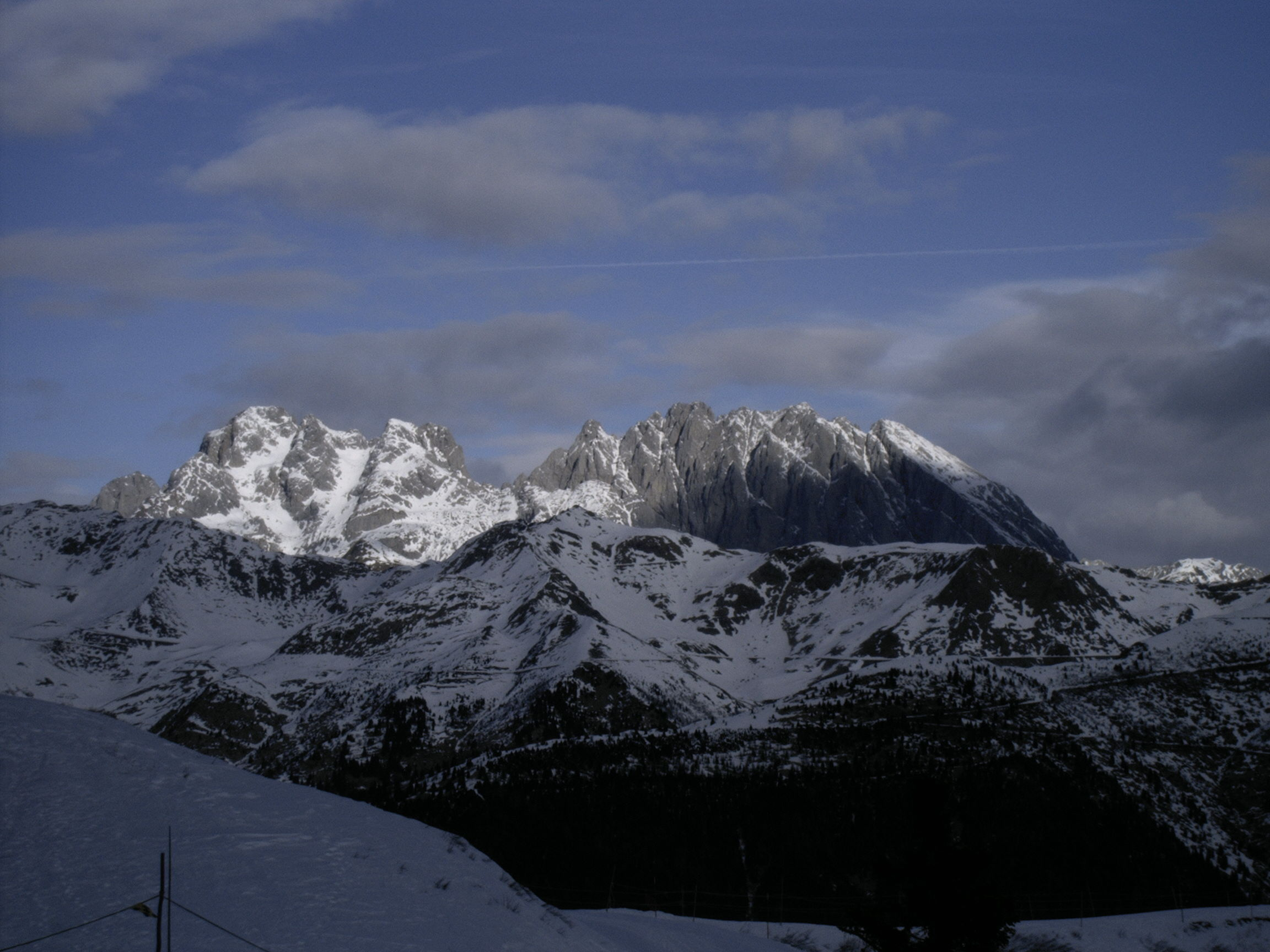
Hohe Warte
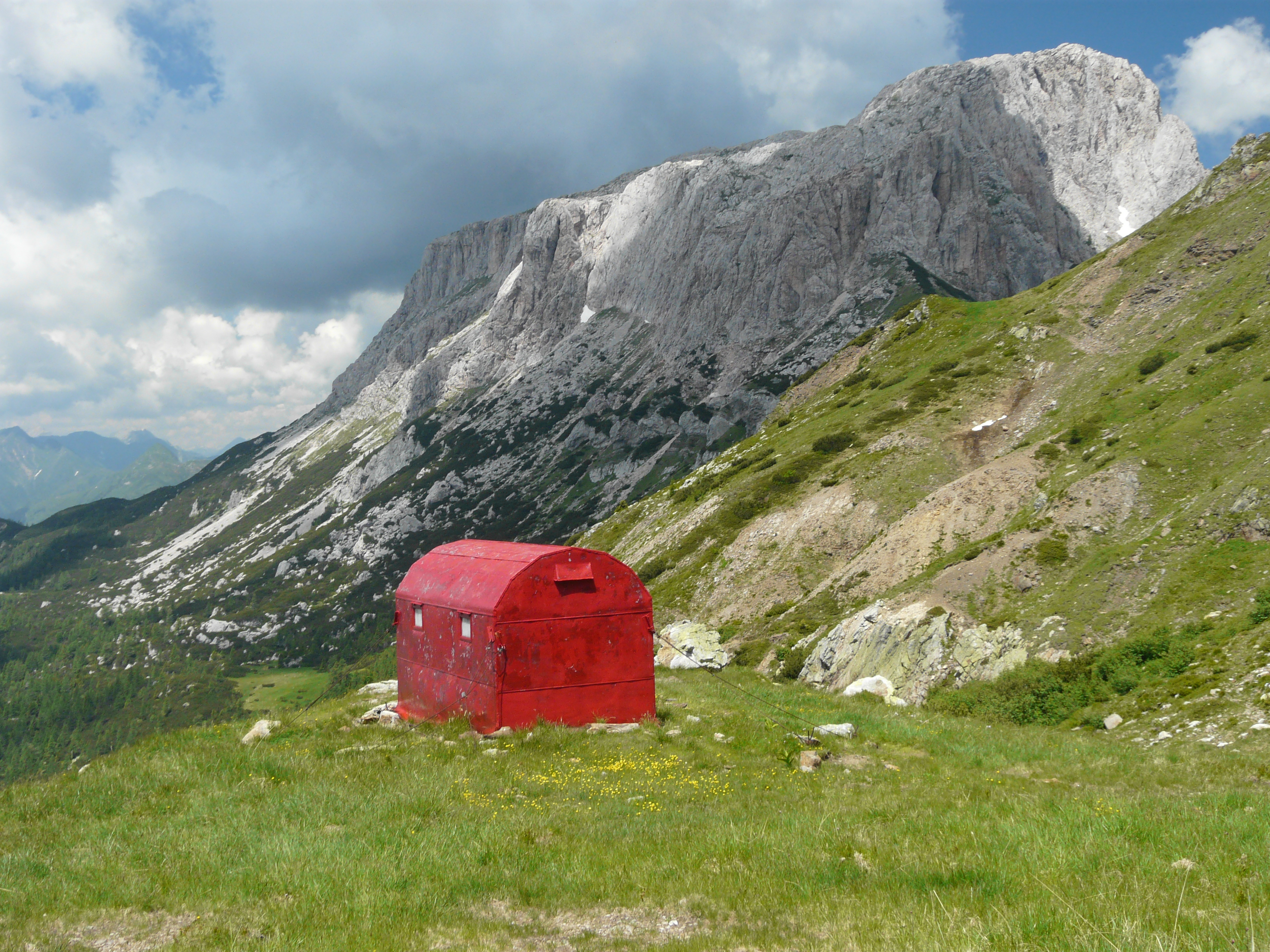
Bivacco Ernesto Lomasti
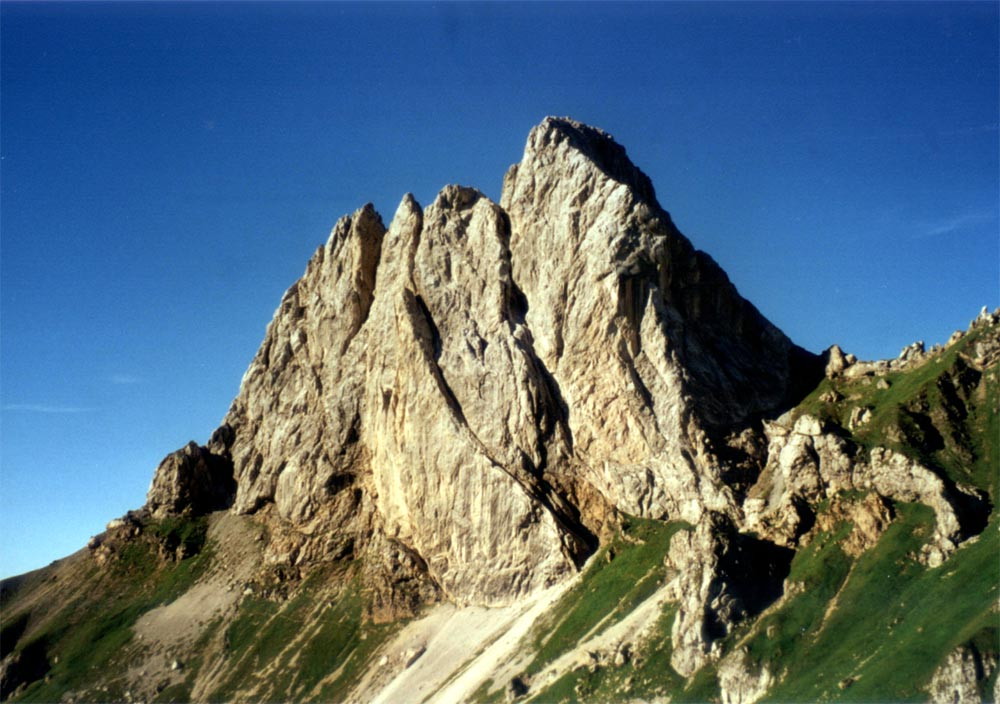
Monte Chiadenis
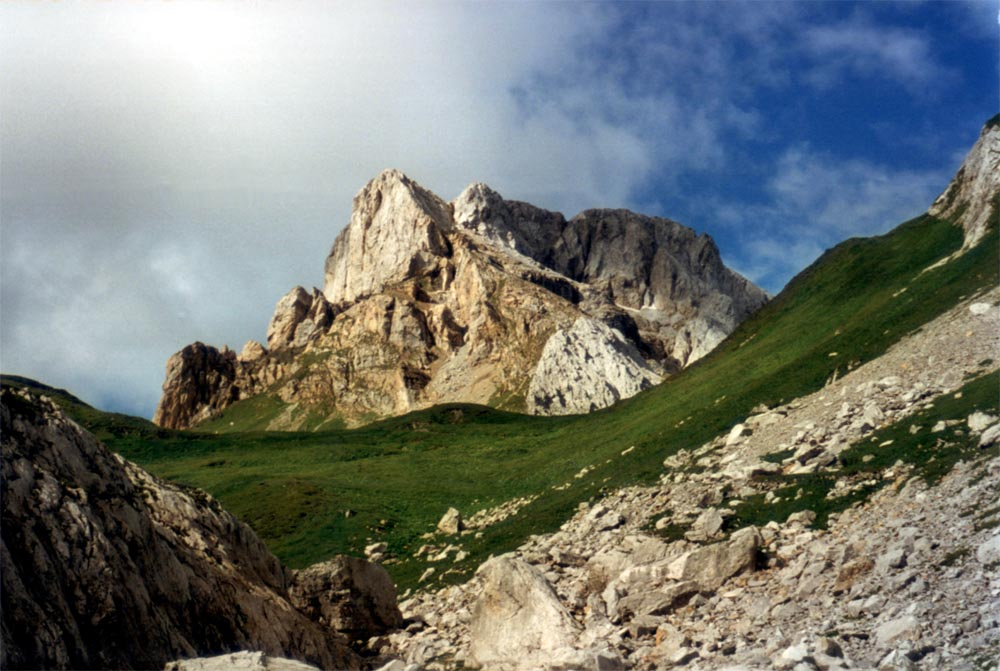
Monte Peralba